# Magny-Vernois
Magny-Vernois is een gemeente in het Franse departement Haute-Saône (regio Bourgogne-Franche-Comté). De plaats maakt deel uit van het arrondissement Lure. Magny-Vernois telde op 1 januari 2022 1.361 inwoners.

## Geografie
De oppervlakte van Magny-Vernois bedroeg op 1 januari 2022 6,38 vierkante kilometer; de bevolkingsdichtheid was toen 213,3 inwoners per km².

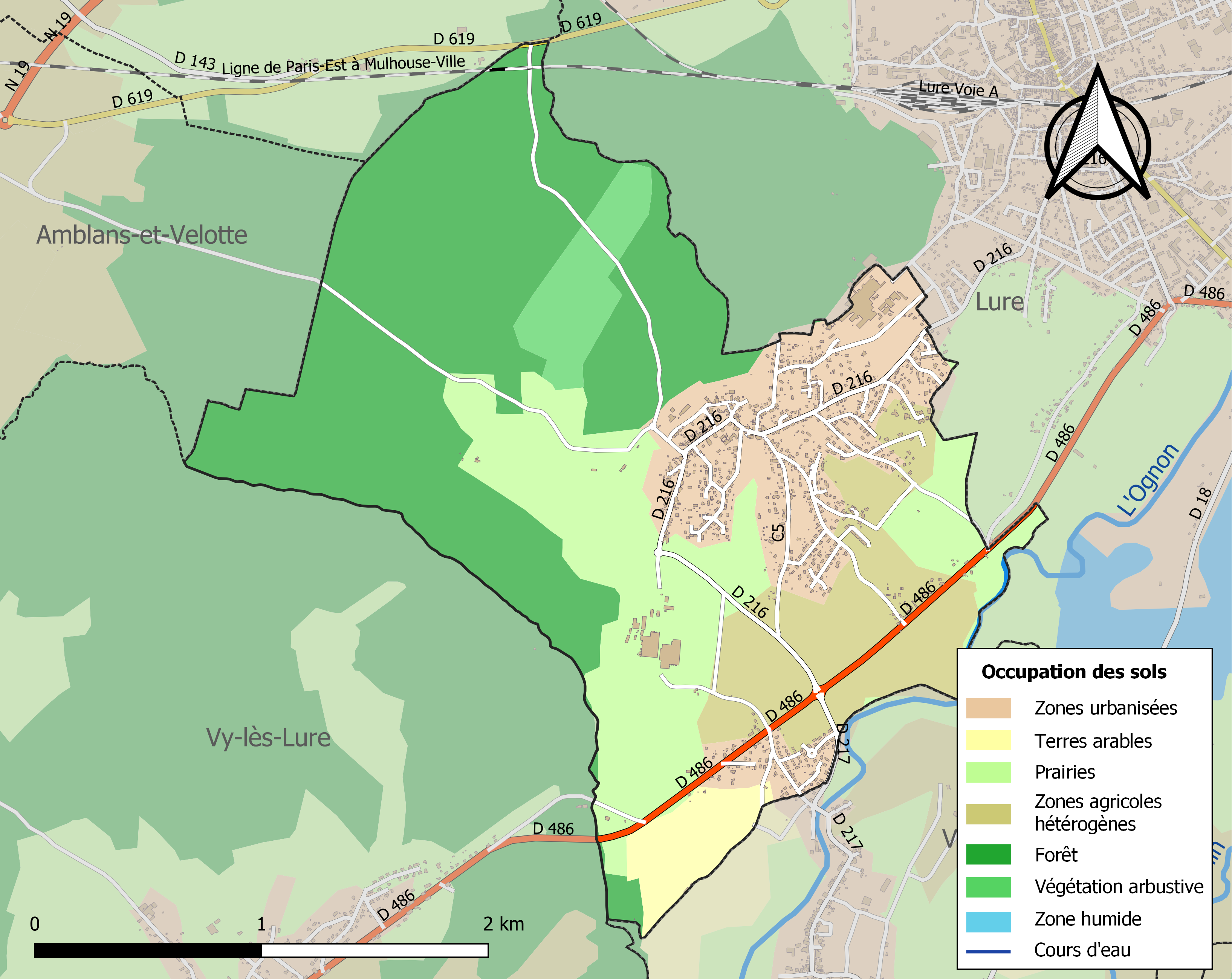
Kaart van de gemeente met de belangrijkste infrastructuur, bodemgebruik en omliggende gemeenten

## Demografie
Onderstaande figuur toont het verloop van het inwonertal (bron: INSEE-tellingen).